# Hardinsburg (Kentucky)
Pour les articles homonymes, voir Hardinsburg.
La ville de Hardinsburg est le siège du comté de Breckinridge, dans l'État du Kentucky, aux États-Unis. Elle comptait 2 343 habitants lors du recensement de 2010.

## Source
- (en) Cet article est partiellement ou en totalité issu de l’article de Wikipédia en anglais intitulé « Hardinsburg, Kentucky » (voir la liste des auteurs).